# Heterostegane unimexa
Heterostegane unimexa är en fjärilsart som beskrevs av Louis Beethoven Prout. Heterostegane unimexa ingår i släktet Heterostegane och familjen mätare. Inga underarter finns listade i Catalogue of Life.